# Stade Louis II
O Stade Louis II é um estádio localizado no bairro de Fontvieille, em Mônaco. É um estádio de futebol, que tem como equipa anfitriã o AS Monaco. Neste estádio era realizada anualmente uma partida da Supercopa Europeia, além de servir como pista de atletismo e lançamento de martelo, apesar da sua relativa baixa capacidade em espectadores (18.523 lugares).

## História
Foi construído no início da década de 1980 e inaugurada pelo príncipe Rainier III em 25 de janeiro de 1985.